# Hyperolius sylvaticus
Espèce
Synonymes
- Hyperolius sylvaticus nigeriensis Schiøtz, 1967
- Hyperolius sylvaticus ivorensis Schiøtz, 1967

Statut de conservation UICN

 LC  : Préoccupation mineure
Hyperolius sylvaticus est une espèce d'amphibiens de la famille des Hyperoliidae.

## Répartition
Cette espèce se rencontre :
- dans le sud de la Côte d'Ivoire ;
- dans le sud du Ghana ;
- dans le sud-ouest du Togo ;
- dans le sud du Nigeria ;
- dans l'ouest du Cameroun.

Sa présence est incertaine au Bénin et au Liberia .

## Publication originale
- Schiøtz, 1967 : The treefrogs (Rhacophoridae) of West Africa. Spolia Zoologica Musei Hauniensis, København, vol. 25, p. 1-346.